# Ochrodota tessellata
Ochrodota tessellata är en fjärilsart som beskrevs av Rothschild 1909. Ochrodota tessellata ingår i släktet Ochrodota och familjen björnspinnare. Inga underarter finns listade i Catalogue of Life.